# Граница между Албания и Гърция
Границата между Албания и Гърция (на гръцки: Σύνορα Αλβανίας-Ελλάδας) е с дължина 281 km, от които 27 km по вода и 254 km по суша. Границата започва в Преспанското езеро, където  се събират границите на Северна Македония, Гърция и Албания, и върви предимно в посока югоизток към Пролива на Корфу. Границата е външна за Европейския съюз.

## История
Според Лондонския мирен договор от 30 май 1913 година, сложил край на Балканската война, уреждането на статута на новата държава Албания и определянето на границите ѝ са отложени за по-късно решаване от Великите сили, изправени пред натиска от страна на победителките във войната Гърция, Сърбия и Черна гора. През декември 1913 година приключва работа Комисията за южноалбанската граница, но окончателното определяне на границата и прокарването ѝ на място е отложена от Първата световна война.
Конференцията на посланиците на 9 ноември 1921 година под юрисдикцията на Парижката мирна конференция, потвърждава с някои промени, границата определена от Конференцията на посланиците в Лондон в 1913 година. Международна гранична комисия в състав Франция, Великобритания и Италия започва демаркирането в 1922 година и го завършва в 1925 година. Финалният акт на демаркацията е подписан от Великобритания, Франция, Италия, Гърция и Югославия в Париж на 30 юли 1926 година. Следващото описание е официалното описание на границата от Международната гранична комисия в 1925 година, приета от Гърция и Албания.
| „ | От общата точка на трите държави Албания, Гърция и Югославия, разположен югозападно от остров Велики Град в Преспанското езеро, границата върви по меридиана, към върха, наречен Висаронивие, кота 1214, на южния бряг на езерото. Оттам, като цяло в югозападна посока, следва линията на вододела между Преспанското езеро на запад и дерето Дошкова глава на изток, преминавайки през коти 1344 и 1434. Оттам измества посоката си на югоизток, следвайки вододела между гореспоменато дере от гръцка страна и котловината, в която се намира село Церия от албанската страна, минавайки през коти 1152, 1155 и 1139. При кота 1139 пресича пътя между Звезда, на албанска територия, и Ръмби, на гръцка територия. След това следва вододела между котловините, в които се намират Хорово и Граждани, две села, които остават в Гърция, и котловините, в които се намират Церия и Ракитска, две села, които остават в Албания; достига до билото Вроацерия, минавайки през коти 1409 и 1312, след това по връх Голина, кота 1403, и продължава покрай двете коти 1321 при Тепане. Оттам границата пресича Малкото Преспанско езеро по права линия и минава до връх Церова (1378), оставяйки по този начин село Търново в Гърция и селата Шуец и Заградец в Албания. От връх Церова границата продължава по права линия в югоизточна посока към северния връх на Косик (кота 1549); оттам, вървейки почти право на юг, тя достига по права линия до южната точка на върха 1535. Оттам граничната линия, минаваща през коти 1249 и 1212, минава към Плешовиц (кота 1344), пресичайки пътя Флорина–Бихлища при кота 1049 и оставяйки селата Въмбели и Смердеш в Гърция и селата Върник и Капещица в Албания. От Плешовиц границата продължава най-общо в южна посока до сливане на деретата на Лабаница и Костенец, минавайки през коти 1277, 1129 (Грента), 954 и 852, и оставяйки по този начин селата Лабаница и Костенец в Гърция. От това сливане граничната линия се измества в югозападна посока, следва течението на дерето на Костенец до вливането му във Вистрица (кота 781), оставяйки в Гърция село Кречища, а в Албания селата Трестеник и Курила. От гореспоменатото сливане границата се изкачва в същата като цяло югозападна посока към билото Кростава, пресичайки точки 903 и 992. Оттам се движи по права линия до върха Чука (кота 1108) и от там, следвайки вододела между Деволи от албанската страна и Вистрица от гръцка страна, минава през кота 1085 и след това кота 1274. След това тя отново върви по права линия, стигайки до Гинкова (кота 1422) и оставяйки селата Ново село, Шак, Ревани, Калевища и Яновени в Гърция и селата Брачани, Пончара и Видова в Албания. От Гинкова границата минава горе-долу на запад и се слива с вододела между Белица от гръцка страна и Деволи от албанска страна, преминавайки през коти 1364 (Кодра е Бидос), 1459 (Прои и Хасанит) и 1467 (Вратца), оставяйки селата Пилкати и Слимница в Гърция и Кютеза в Албания. От Вратца граничната линия се изправя, в посока юг, без да напуска вододела Деволи-Белица и достига през Чафа е Фушес (кота 1469) връх Бадарош (кота 2036). От Бадарош границата продължава да следва линията на билото на Грамос и се движи по принцип в южна посока, минавайки последователно през коти 2217 (Губел), 2519 (Чукапецит), 1977, 2167 (Сарпун), 2144; през Чафа е Бадрес (кота 1772); след това през кота 1909 (Гюнчит), 1934 (Голо), 2041 (Каменик), 1474 (Вари Лопле), 1634 (Вашес), 1047; след това пада рязко, минавайки през кота 712 и 644, до течението на Сарандапорос при кота 430. В Гърция остават селата Грамоща, Кионат (Кониадес), Извор и Косарска и селата Рахова, Гьончит, Арза, Радати и Кукеси в Албания. От точка 430 границата следва течението на Сарандапорос до нейното сливане с Воюса, пресичайки моста Перати и оставяйки на гръцка територия селата Дервени, Пировицка и Мелисопетра и Сарандапорос и Перати на албанска територия. От сливането на Сарандапорос–Воюса, граничната линия продължава в най-общо западна посока до кота 1407 (Гропес), оставяйки село Дипалица в Гърция и село Месареа в Албания. От Гропес границата минава, в общи линии на запад, през върховете Куруна (кота 1846) и Тумба (кота 1956), пресичайки планината Немърчка (кота 2196) и достигайки кота 874 при Мегавортоп, оставяйки село Дримадес в Гърция и село Сопики в Албания. От кота 874 тя върви на юг до Макрикамбос (кота 1671), следвайки първо хребета Дамаскиния, след това рида Босово. От Макрикамбос границата минава отново горе-долу на запад, достигайки, през върховете Айлиас и Плака, кота 1487 в Бурато. След това, изправяйки се, преминава в южна посока, минавайки през коти 1118, 549 и 406 и пресичайки долината на Дринос до кота 301. Пресича пътя Санти Куаранта–Хан Калпаки в кота 339, оставяйки селата Ксировалто, Бозанико, Гайдохори, Крисодали, Мавропуло и Заврохо на гръцка територия и Глина, Епископи, Радати и Какавия на албанска територия. Продължавайки все още най-общо в южна посока, границата минава по коти 544, 306, 801, 718, 500 и 619, след което се изкачва до върховете Мургана (коти 1806 и 1804), оставяйки селата Ариниста, Валтиста и Кастаниани в Гърция, и селата Ай Николас, Катоуна и Кочовиста в Албания. От Мургана границата се измества в северозападна посока и, следвайки билото на веригата Мургана-Стугара, стига в кота 1756. Оттам поема най-общо югозападна посока, минавайки през коти 1659, 1512 (Вертоп), 588, пресичайки долината на Павла и през коти 470, 708 (Гелил), 650, 174, 614 и 960 пристига на връх Пулия. В тази последна част границата оставя селата Чамандас, Ледизда, Повла, Ачурия и Паламба в Гърция и селата Лесковеч, Зимнеци, Пердикари и Яниари в Албания. От кота 960 на връх Пулия, граничната линия продължава в обща северозападна посока до кота 1050 на връх Чендели; след което върви най-общо на юг, достигайки точки 831 и 837 на връх Турли. След това, като цяло в северозападна посока достига залива Фтелия, пресичайки коти 666, 854 (Лигояни), 135, 171 (Бригес), 161, 387 (Орла), 257 (Ченгели), 184 (Тиер), 86 (Калихора) и 8. Така оставя селата Коцка, Лиопеси и Саяда в Гърция и селата Верва, Конисполи, Мурси, Зара и Врина в Албания. В морската част в залива Фтелия границата следва линия, перпендикулярна на общото направление на брега до пределите на териториалните води, оставяйки малкия остров Тонго в Албания. Флоренция, 27 януари 1925 Медхи Фрашери (делегат на албанското правителство) подполковник Христос Аврамидис (делегат на гръцкото правителство) | “ |